# نگار جواهریان
نگار جواهریان (زادهٔ ۲۲ دی ۱۳۶۱) بازیگر ایرانی است. او برای فیلم طلا و مس (۱۳۸۸) برندهٔ جایزهٔ سیمرغ بلورین بهترین بازیگر نقش اول زن جشنوارهٔ فیلم فجر شد. او برای فیلم حوض نقاشی (۱۳۹۱) بار دیگر نامزد دریافت این جایزه شد. جواهریان از سال ۱۳۹۵ با رامبد جوان، بازیگر و کارگردان ایرانی ازدواج کرده است و یک فرزند دارد که در کانادا به دنیا آمده است.

## زندگی
نگار جواهریان در ۲۲ دی ۱۳۶۱ در تهران به دنیا آمد. او یکی از گزینه‌ها برای بازی در نقش اصلی من، ترانه ۱۵ سال دارم (۱۳۸۰) بود که به ترانه علیدوستی رسید اما او نقشی کوتاه در این فیلم ایفا کرد. او در بیست و هشتمین جشنواره فیلم فجر موفق به دریافت جایزه سیمرغ بلورین در رشته بهترین بازیگر نقش اول زن برای فیلم طلا و مس شد. وی در چهاردهمین جشن خانه سینما نیز برای فیلم طلا و مس تندیس بهترین بازیگر زن نقش اول را دریافت کرد. وی همچنین در دوبلهٔ فارسیِ فیلم کمپ ایکس ری (۲۰۱۴) به جای کریستن استوارت حرف زده است.

### زندگی شخصی
نگار جواهریان در سال ۱۳۹۵ با رامبد جوان ازدواج کرد. در تیر ۱۳۹۸، فرزند دختر جواهریان و جوان در کانادا متولد شد و آن‌ها نام نوردُخت را برای او انتخاب کردند. حضور جواهریان طی دوران بارداری خود به همراه جوان در کانادا با قصد تولد فرزندشان در خاک این کشور «که منجر به اهدای تابعیت کانادایی به فرزندشان می‌شود» باعث واکنش‌های مردم در فضای مجازی و چهره‌های سرشناس مختلف کشور شد و حواشی را برای زندگی شخصی این بازیگر سینما و همسرش رقم زد. در نهایت و در ۲۷ تیر ماه ۱۳۹۸ نوردخت جوان، فرزند نگار جواهریان و رامبد جوان، در کشور کانادا متولد شد. پیشتر رامبد جوان در مصاحبه‌ای اعلام کرده بود که برای اکران فیلم قانون مورفی به مونترآل کانادا سفر نکرده است، اما همزمان با سفرش، این فیلم نیز به نمایش گذاشته می‌شود.

## فیلم‌شناسی

### سینما
| سال  | عنوان                    | کارگردان                     |
| ---- | ------------------------ | ---------------------------- |
| ۱۴۰۴ | استخر                    | سروش صحت                     |
| ۱۳۹۸ | مجبوریم                  | رضا درمیشیان                 |
| ۱۳۹۷ | طلا                      | پرویز شهبازی                 |
| ۱۳۹۵ | گرگ‌بازی                  | عباس نظام دوست               |
| ۱۳۹۵ | نگار                     | رامبد جوان                   |
| ۱۳۹۴ | بیا بامن                 | شهاب حسینی                   |
| ۱۳۹۴ | دوئت                     | نوید دانش                    |
| ۱۳۹۳ | اعترافات ذهن خطرناک من   | هومن سیدی                    |
| ۱۳۹۳ | قندون جهیزیه             | علی ملاقلی‌پور                |
| ۱۳۹۳ | پریدن از ارتفاع کم       | حامد رجبی                    |
| ۱۳۹۲ | ملبورن                   | نیما جاویدی                  |
| ۱۳۹۱ | حوض نقاشی                | مازیار میری                  |
| ۱۳۹۱ | آشغال‌های دوست‌داشتنی      | محسن امیریوسفی               |
| ۱۳۹۰ | قصه‌ها                    | رخشان بنی‌اعتماد              |
| ۱۳۹۰ | بی‌خود و بی‌جهت            | عبدالرضا کاهانی              |
| ۱۳۹۰ | یه حبه قند               | رضا میرکریمی                 |
| ۱۳۸۹ | هیچ                      | عبدالرضا کاهانی              |
| ۱۳۸۷ | شیرین                    | عباس کیارستمی                |
| ۱۳۸۷ | طلا و مس                 | همایون اسعدیان               |
| ۱۳۸۷ | شبانه‌روز                 | امید بنکدار و کیوان علی‌محمدی |
| ۱۳۸۷ | کتاب قانون               | مازیار میری                  |
| ۱۳۸۶ | تنها دو بار زندگی می‌کنیم | بهنام بهزادی                 |
| ۱۳۸۶ | صد سال به این سال‌ها      | سامان مقدم                   |
| ۱۳۸۶ | جعبه موسیقی              | فرزاد مؤتمن                  |
| ۱۳۸۵ | نسل جادویی               | ایرج کریمی                   |
| ۱۳۸۴ | پابرهنه در بهشت          | بهرام توکلی                  |
| ۱۳۸۳ | خوابگاه دختران           | محمدحسین لطیفی               |
| ۱۳۸۲ | چند تار مو               | ایرج کریمیپ                  |
| ۱۳۸۲ | قدمگاه                   | محمدمهدی عسگرپور             |
| ۱۳۸۰ | من، ترانه ۱۵ سال دارم    | رسول صدرعاملی                |

### تلویزیون
| سال  | عنوان         | نقش  | کارگردان       | یادداشت        |
| ---- | ------------- | ---- | -------------- | -------------- |
| ۱۳۸۵ | زیر تیغ       | فخری | محمدرضا هنرمند | پخش از شبکه یک |
| ۱۳۸۲ | این راهش نیست | رویا | نوید میهن دوست | پخش از شبکه سه |

### نمایش خانگی
| سال  | عنوان | نقش           | کارگردان     | یادداشت              |
| ---- | ----- | ------------- | ------------ | -------------------- |
| ۱۴۰۴ | وحشی  | رها جهانشاهی  | هومن سیدی    | پخش در پلتفرم فیلم‌نت |
| ۱۴۰۰ | خاتون | خاتون بختیاری | تینا پاکروان | پخش در پلتفرم نماوا  |

### گروه صحنه و لباس
| سال  | عنوان  | کارگردان        |
| ---- | ------ | --------------- |
| ۱۳۸۳ | گیلانه | رخشان بنی‌اعتماد |

### تئاتر
- مخاطب: جابر رمضانی ۱۴۰۱
- نام برده: علی اصغر دشتی ۱۳۹۷
- آهواره: احسان گودرزی (به همراه الهام کردا)[۲۲]
- نمی‌تونیم راجع بهش حرف بزنیم: جابر رمضانی ۱۳۹۶[۲۳]
- ایوانف آنتون چخوف: ۱۳۹۵ امیررضا کوهستانی
- دیوار چهارم: ۱۳۹۱ امیررضا کوهستانی
- دیوان تیاترال: ۱۳۸۱ محمود استاد محمد
- قرمز و دیگران: ۱۳۸۳ محمد یعقوبی
- شهرهای نامرئی: ۱۳۸۴ حسن معجونی
- بدون خداحافظی: ۱۳۸۵ کتایون فیض مرندی
- ایوانف: ۱۳۹۰ امیررضا کوهستانی
- رؤیاها و کابوس‌های زنانه:
- گل‌های شمعدانی: ۱۳۸۴ محمد یعقوبی
- تَهرَن: ۱۳۸۶ محمود استاد محمد
- خون خشک، سبزی تازه: ۱۳۸۶ امیررضا کوهستانی
- ۱۷ دی کجا بودی: ۱۳۸۸ امیررضا کوهستانی[۲۴]
- دن کیشوت: ۱۳۹۰ علی اصغر دشتی

## جوایز و نامزدی‌ها
- برنده تندیس بهترین بازیگر نقش اول زن از چهارمین جشن انجمن منتقدان برای فیلم طلا و مس (۱۳۸۹)
- نامزد جایزه بهترین بازیگر زن سینما در جشن حافظ برای فیلم طلا و مس
- برنده تندیس بهترین بازیگر زن نقش اول از چهاردهمین جشن خانه سینما برای طلا و مس (۱۳۸۹)
- برنده سیمرغ بهترین بازیگر نقش اول زن از بیست و هشتمین جشنواره فیلم فجر برای طلا و مس (۱۳۸۸)
- برنده جایزه بهترین بازیگر نقش اول زن از جشنواره اوسیان سینه فن برای تنها دو بار زندگی می‌کنیم (۱۳۸۸)
- برنده تندیس بهترین بازیگر نقش مکمل زن از پانزدهمین جشن خانه سینما برای اینجا بدون من (۱۳۹۰)
- نامزد دریافت سیمرغ بلورین بهترین بازیگر نقش اول زن از سی و یکمین جشنواره فیلم فجر برای حوض نقاشی (۱۳۹۱)
- برنده جایزه پروین (به‌طور مشترک با لیلا حاتمی و ترانه علیدوستی) (۱۳۹۱)
- نامزد دریافت جایزه بهترین بازیگر نقش اول زن از هفتمین دورهٔ جوایز فیلم آسیا پاسیفیک برای حوض نقاشی (۱۳۹۲)
- نامزد جایزه بهترین بازیگر زن سینما در جشن حافظ برای فیلم حوض نقاشی